# Julien Carraggi

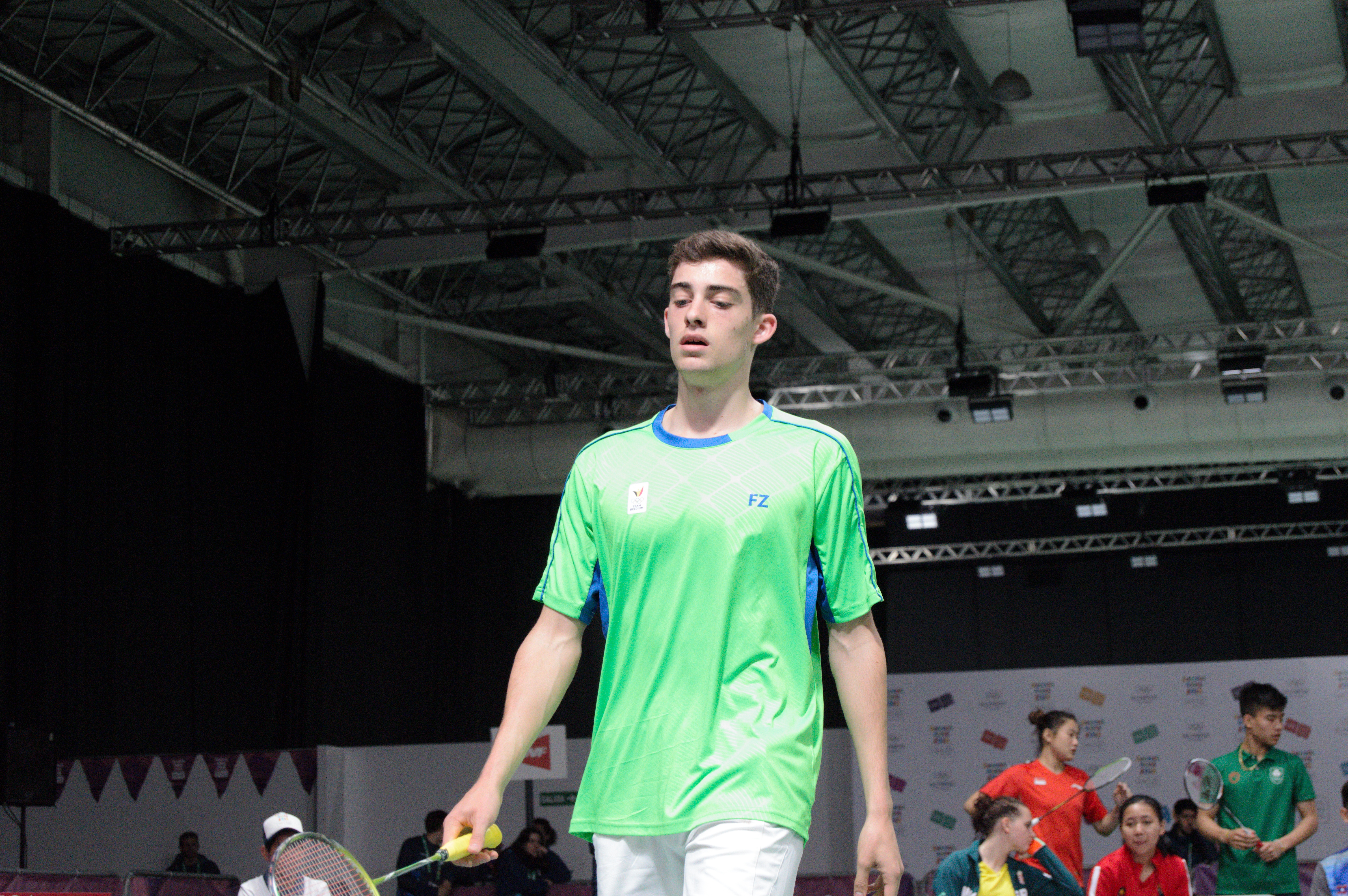
Julien Carraggi, 2018

Julien Carraggi (* 2. Juni 2000 in Brüssel) ist ein belgischer Badmintonspieler.

## Karriere
Julien Carraggi gewann nach mehreren Juniorentiteln 2021 erstmals einen nationalen Titel bei den Erwachsenen in Belgien. Zwei weitere Herreneinzeltitel folgten bis 2024. 2023 siegte er bei den Dutch International. 2024 qualifizierte er sich für die Olympischen Sommerspiele in Paris.

## Sportliche Erfolge
| Saison | Veranstaltung                      | Disziplin | Platz | Name                                  |
| ------ | ---------------------------------- | --------- | ----- | ------------------------------------- |
| 2016   | Danish Junior Cup U17 2016         | MD        | 3     | Julien Carraggi / Jona van Nieuwkerke |
| 2016   | Danish Junior Cup U17 2016         | MS        | 2     | Julien Carraggi                       |
| 2016   | Belgian Junior Nationals 2016      | MS        | 1     | Julien Carraggi                       |
| 2016   | Croatian Junior International 2016 | MD        | 3     | Julien Carraggi / Gertjan Devaere     |
| 2017   | Portugal Junior International 2017 | MD        | 1     | Julien Carraggi / Jona van Nieuwkerke |
| 2017   | Italian Junior International 2017  | MS        | 2     | Julien Carraggi                       |
| 2017   | Italian Junior International 2017  | MD        | 3     | Julien Carraggi / Jona van Nieuwkerke |
| 2017   | Belgian Junior International 2017  | MD        | 3     | Julien Carraggi / Jona van Nieuwkerke |
| 2017   | Czech Junior International 2017    | MS        | 1     | Julien Carraggi                       |
| 2017   | BE Junior Circuit 2017             | MD        | 1     | Julien Carraggi                       |
| 2017   | Portugal Junior International 2017 | MS        | 1     | Julien Carraggi                       |
| 2017   | Belgian Nationals 2017             | MS        | 3     | Julien Carraggi                       |
| 2017   | Belgian Nationals 2017             | MD        | 2     | Julien Carraggi / Jona van Nieuwkerke |
| 2018   | Belgian Nationals 2018             | MS        | 3     | Julien Carraggi                       |
| 2018   | Italian Junior International 2018  | MS        | 3     | Julien Carraggi                       |
| 2018   | Belgian Junior International 2018  | MS        | 1     | Julien Carraggi                       |
| 2019   | Belgian Nationals 2019             | MS        | 2     | Julien Carraggi                       |
| 2019   | Iceland International 2019         | MS        | 3     | Julien Carraggi                       |
| 2022   | Dutch International 2022           | MS        | 3     | Julien Carraggi                       |
| 2023   | Dutch International 2023           | MS        | 1     | Julien Carraggi                       |
| 2024   | Scottish Open                      | MS        | 1     | Julien Carraggi                       |